# عزة البحرة
/والدها الكاتب نصر الدين البحرة وليس عز الدين / عزة البحرة (12 مارس 1959 -)، ممثلة سورية. ولدت في دمشق، في عام 1998 انضمت إلى نقابة الفنانين السوريون كعضو فيها.

## الحياة الشخصية
عزة هي ابنة الكاتب عز الدين البحرة والنحاتة عصام ميرزو.

## من أعمالها في التلفزيون
| ## | اسم المسلسل                        | تأليف                        | إخراج             | السنة |
| -- | ---------------------------------- | ---------------------------- | ----------------- | ----- |
| 01 | هجرة القلوب إلى القلوب             | عبد النبي حجازي              | هيثم حقي          | 1990  |
| 02 | الشريد                             | غسان باخوس                   | غسان باخوس        | 1992  |
| 03 | العروس                             | فرحان بلبل                   | فردوس أتاسي       | 1992  |
| 04 | حمام القيشاني                      | دياب عيد                     | هاني الروماني     | 1994  |
| 05 | أخوة التراب                        | حسن م يوسف                   | شوقي الماجري      | 1996  |
| 06 | طرائف أبي دلامة                    | --                           | غسان جبري         | --    |
| 07 | هوى بحري                           | --                           | باسل الخطيب       | --    |
| 08 | الحوالة                            | --                           | غسان باخوس        | 1993  |
| 09 | غائم جزئياً                         | --                           | هند ميداني        | --    |
| 10 | ورود في تربة مالحة                 | --                           | رياض ديار بكرلي   | 2002  |
| 11 | الموؤودة                           | مروة عبيد                    | ثائر موسى         | --    |
| 12 | الظل و النور                       | خالد حمدي الأيوبي            | طلحت حمدي         | --    |
| 13 | أزواج                              | رياض نعسان آغا               | هيثم زرزوري       | 2004  |
| 14 | أقاصيص                             | --                           | غازي إبراهيم      | --    |
| 15 | الشريد                             | --                           | غسان باخوس        | --    |
| 16 | الأخوة                             | --                           | رياض ديار بكرلي   | --    |
| 17 | الفلم التلفزيوني البحث عن المستحيل | أمل حنا                      | هند ميداني        | --    |
| 18 | عمر الخيام                         | --                           | شوقي الماجري      | --    |
| 19 | أبناء و أمهات                      | --                           | محمد الشليان      | --    |
| 20 | نجوم بين الغيوم                    | --                           | غسان سلمان        | --    |
| 21 | الفصول الأربعة                     | ريم حنا / دلع الرحبي         | حاتم علي          | --    |
| 22 | عندما يموت الحب                    | معتز عويتي و علاء الدين كوكش | علاء الدين كوكش   | 2001  |
| 23 | ظلال و رمال                        | وفيق الزعيم                  | عصام موسى         | 1999  |
| 24 | الجسر                              | --                           | محمد بدرخان       | 1999  |
| 25 | الغفران                            | ثائر موسى                    | ثائر موسى         | 1999  |
| 26 | الغاوي                             | عبد النبي حجازي              | علاء الدين الشعار | 2005  |
| 27 | انتقام وردة                        | الكاتب محمود عبد الكريم      | محمد زهير رجب     | 2006  |
| 28 | قرن الماعز                         | غسان الجباعي                 | طلال محمود        | 2006  |
| 29 | زمن الحب و الحرب                   | أسامة مرشد                   | غسان سلمان        | 2006  |
| 30 | الواهمون                           | د. فتح الله عمر              | سمير حسين         | 2006  |
| 31 | اعيدوا صباحي                       | عدنان ديوب                   | غسان جبري         | 2006  |
| 32 | فيلم تلفزيوني الوعد                | مثال                         | عيسى حداد         | 2008  |
| 33 | وراء الشمس                         | --                           | سمير حسين         | 2010  |
| 34 | ليس سرابا                          | --                           | المثنى صبح        | 2010  |
| 35 | الهروب                             | --                           | ثائر موسى         | 2012  |
| 36 | وجوه وأماكن وقت مستقطع             | --                           | هيثم حقي          | 2015  |
| 37 | أوركيديا                           | --                           | حاتم علي          | 2017  |
| 38 | ابتسم أيها الجنرال                 | سامر رضوان                   | عروة محمد         | 2023  |

## من أعمالها في السـينما
| ## | اسم الفلم     | الإخراج               |
| -- | ------------- | --------------------- |
| 01 | ليالي ابن آوى | عبد اللطيف عبد الحميد |
| 02 | شئ ما يحترق   | غسان شميط             |
| 03 | ناجي العلي    | عاطف الطيب            |

## مواقفها في الثورة السورية
2011

|- القيام بدور فاعل، كشخص العامة، في دعم الثورة في سوريا

|- تأسيس مع آخرين حركة معاً لسوريا الحرة و الديمقراطية

|- المشاركة في مؤتمر المعارضة السورية الذي انعقد في ستوكهولم والسويد

|- المشاركة في منتدى ESCWA في القاهرة ، تحت عنوان «رجال ونساء في انتفاضة العالم العربي: وكلاء التغيير الديمقراطي»

|- أصبحت رئيسة حركة معاً من أجل سوريا الحرة والديمقراطية

2012

|- المشاركة في برنامج تلفزيوني 15 حلقة (بنت آل بلد ) عن وضع المرأة السورية خلال الثورة التي تنتجها سورية الغد التلفزيون في القاهرة

|- العمل على تأسيس منظمة المرأة السورية. وقد أستلهمت فكرة إنشاء هذه المنظمة من الوضع المرأة السورية بشكل عام، وخاصة خلال الثورة السورية

|- المشاركة في المنتدى يحق لل مشاكل Sectarism في سوريا ، الذي تم تنظيمه من قبل منظمة المجتمع المدني الأمريكية ( منظمات المجتمع المدني ) و قعت في إسطنبول وتركيا

## روابط خارجية
- عزة البحرة على موقع قاعدة بيانات الأفلام العربية